# Labenne
Labenne é uma comuna francesa na região administrativa da Nova Aquitânia, no departamento Landes. Estende-se por uma área de 24,44 km². Em 2010 a comuna tinha 6 829 habitantes (densidade: 279,4 hab./km²).